# Смелость (посёлок)
Смелость — поселок в Давыдовском муниципальном образовании Пугачёвского района Саратовской области.

## География
Находится на расстоянии примерно 14 километров по прямой на восток от районного центра города Пугачёв. 

## Население
Население составляло 34 человека по переписи 2002 года (русские 82%) ,  21 по переписи 2010 года.